# 庫什尼里夫斯卡鎮
49°37′35″N 26°24′19″E / 49.62639°N 26.40528°E
庫什尼里夫斯卡镇（烏克蘭語：Кушнірівська Слобідка）是位於烏克蘭西部的村莊，由赫梅利尼茨基州裡赫梅利尼茨基區的沃洛奇斯克市鎮負責管轄。該村面積0.6平方公里，海拔高度316米，2001年人口63，人口密度每平方公里105人。
2024年9月19日，乌克兰最高拉达将此村的乌克兰语名从改为。